# Hubert Beckhaus

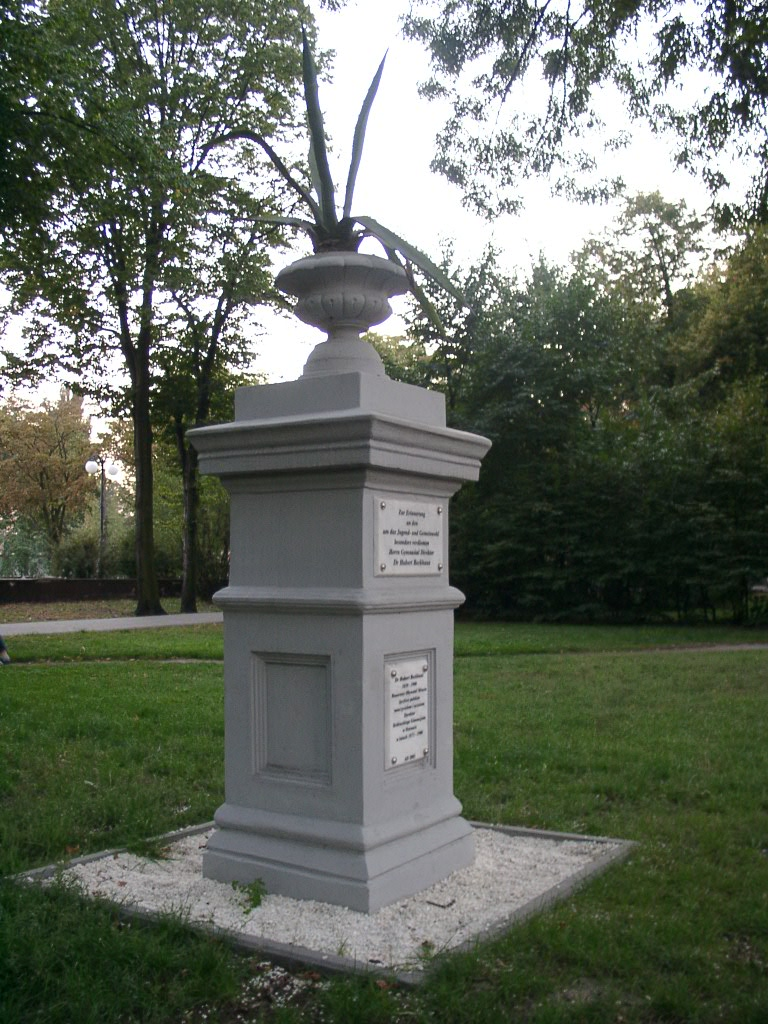
Postument ku czci Huberta Beckhausa w Parku K. Marcinkowskiego w Ostrowie Wlkp.

Hubert Beckhaus (ur. 3 stycznia 1839 w Stadtlohn w Westfalii, zm. 8 stycznia 1900 w Ostrowie) – doktor, niemiecki hellenista, latynista, pedagog.

## Życiorys
Ukończył studia filologiczne na uniwersytecie w Berlinie. Tytuł doktora filozofii otrzymał na tej samej uczelni w roku 1863. W tym samym roku zdał egzamin nauczycielski. W latach 1864–1873 pracował jako nauczyciel w szkołach w Rogoźnie, gdzie też otrzymał tytuł Oberlehrer (Starszy Nauczyciel).
Od 1873 roku do śmierci w roku 1900 pełnił funkcję dyrektora Królewskiego Gimnazjum w Ostrowie. Pełnił swoją funkcję w czasie Kulturkampfu mimo to zasłynął z niezwykle wyrozumiałego stosunku do działalności narodowej uczących się w gimnazjum Polaków. Jego najbliższym przyjacielem był znany z chronienia konspirujących uczniów ksiądz Wincenty Głębocki. Uchodził też za jednego z najlepszych pedagogów – był dyrektorem przez 27 lat i w tym czasie nie było ani jednego przypadku niezdania egzaminu maturalnego. Apologeta wychowania klasycznego.
W latach 1875–1900 uczył też w ostrowskiej Miejskiej Wyższej Szkole dla Dziewcząt przyczyniając się znacznie do jej rozwoju.
Cieszył się wielkim szacunkiem w Ostrowie. Odznaczony Orderem Czerwonego Orła i (w 1895) Orderem Domu Hohenzollernów. W 1898 otrzymał Honorowe Obywatelstwo Miasta Ostrowa. Już po śmierci został uhonorowany w Ostrowie ulicą oraz obeliskiem (odrestaurowany, stoi dziś w Parku Karola Marcinkowskiego).

## Wybrane publikacje
- Geibel als Verkündiger der deutschen Einheit durch Kaiser Wilhelm, 1888.
- Shakespeares Mackbeth und die Schillersche Bearbeitung, 1889.
- Zu Schillers Jungfrau von Orleans, 1890.
- Zu Schillers Wallenstein, 1892.

Opublikował także:
- Zur Geschichte des Gymnasiums zu Ostrowo 1895 (o początkach Królewskiego Gimnazjum w Ostrowie),
- Die ideale Bedeutung des Gymnasiums 1896 (tekst wygłoszony w 1895 roku na uroczystościach rocznicowych Królewskiego Gimnazjum w Ostrowie).